# Ex dono
La locuzione latina Ex dono, tradotta letteralmente, significa [proveniente] da un dono.
Con questa frase si contrassegnano nei musei le opere d'arte o altri oggetti avuti in dono da persone munifiche, facendo seguire alla frase (in genitivo) il nome dell'offerente. Si trova specialmente su libri dati in dono a biblioteche.